# ون جيا باو
ون جيا باو (بالصينية: 温家宝) (15 سبتمبر 1942 -)، سياسي صيني. ولد في مدينة تيانجين شمالي الصين. هو عضو اللجنة الدائمة للمكتب السياسي للجنة المركزية للحزب الشيوعي الصيني ورئيس مجلس الدولة (رئيس الوزراء) منذ 2003 وتم تجديد ولايته في 15 مارس 2008 من قبل البرلمان لمدة خمس سنوات أخرى بعد أن رشحه الرئيس الصيني هو جينتاو لتولي ذلك المنصب مرة أخرى. يعتبر ون جيا باو أحد أعضاء التيار الإصلاحي في الصين.
تخرج عام 1965 في معهد بكين للجيولوجيا متخصصا في التنقيب والمسح الجيولوجي للمعادن وانضم في نفس السنة للحزب الحاكم. واصل دراساته العليا في نفس المعهد متخصصا في الجيولوجيا، وتخرج عام 1968 2003.

## وصلة خارجية
- ون جيا باو على موقع الموسوعة البريطانية (الإنجليزية)
- ون جيا باو على موقع مونزينجر (الألمانية)
- ون جيا باو على موقع إن إن دي بي (الإنجليزية)

- ون جيا باو: عضو اللجنة الدائمة للمكتب السياسى للجنة المركزية للحزب الشيوعى الصينى

## مصدر
1. ↑  【清明追憶】我的母親（一） (بالصينية التقليدية), 2021年3月25日, QID:Q109410777 {{استشهاد}}: تحقق من التاريخ في: |publication-date= (help)
2. 1 2  ون جيا باو الجزيرة نت (تم التصفح في 16 مارس 2008) نسخة محفوظة 01 يناير 2012 على موقع واي باك مشين. [وصلة مكسورة]
3. ↑  البرلمان الصيني يجدد ولاية رئيس الوزراء وين جياباو الجزيرة نت (تم التصفح في 16 مارس 2008) نسخة محفوظة 20 أبريل 2008 على موقع واي باك مشين.